# Клексикон
Клексикон, нім. Klexikon — онлайн-енциклопедія, створена в листопаді 2014 року і призначена для дітей віком від шести до дванадцяти років. Назва Klexikon розшифровується як нім. Kinder (K)  «діти» і нім. lexikon «енциклопедія». 
Клексикон створений за зразком Вікіпедії як вікісайт, що використовує програмне забезпечення MediaWiki, публікує всі тексти на умовах вільної ліцензії Creative Commons CC BY-SA (зазначення автора, поширення на тих самих умовах), використовує медіа з Вікісховища і має також деякі особливі базові правила для врахування особливостей цільової групи дітей. Вони включають забезпечення того, щоб усі статті були доречними, зрозумілими та придатними для дітей. На відміну від Вікіпедії, Клексикон не допускає відкритого редагування, а облікові записи користувачів видаються творцями Клексикона лише за запитом.

## Історія
Клексикон був заснований у листопаді 2014 року журналістом Міхаелем Шульте та істориком Зіко ван Дейком, який був головою «Вікімедіа Нідерланди» з 2011 по 2014 рік. На початку Клексикон підтримала Вікімедіа Німеччина — основна увага приділялася концепції онлайн-енциклопедії для дітей. Згодом спонсорство перебрала на себе неприбуткова організація Zentrale für Unterrichtsmedien im Internet (ZUM), яка також опікується іншими вікі в освітньому секторі.
Через рік від заснування у Клексиконі було понад 1000 статей, через майже три роки — 2000, а в листопаді 2020 року — 3000 статей. Спільнота Клексикона спільно вирішує, які статті мають бути написані далі. Мета полягає в тому, щоб Клексикон охоплював найважливіші теми, шкільні предмети та сфери інтересів дітей.
У 2021 році оператори повідомили про близько 15,1 мільйона переглядів сторінок та близько 8,1 мільйона відвідувань. Це робить Klexikon.de одним з найпопулярніших веб-сайтів для дітей.
У 2018 році Уповноважений федерального уряду з питань культури та ЗМІ Німеччини профінансував розробку ще одного видання Клексикона для читачів-початківців (Miniklexikon.de). Також, концепція «Клексикона» була доопрацьована у співпраці з Дортмундським технічним університетом та Вищою школою м.Кьольна. 

## Відгуки і оцінки
Співзасновник Вікіпедії Джиммі Вейлз в інтерв'ю з нагоди 20-річчя Вікіпедії описав «Клексикон-2021» як «дійсно вражаючу концепцію» та «захопливий виклик, який вимагає ще більше зусиль і вдумливості» (ніж у Вікіпедії). Федеральне міністерство у справах сім'ї, людей похилого віку, жінок та молоді класифікує Клексикон як «корисну» дитячу енциклопедію. Freiwillige Selbstkontrolle Fernsehen вбачає перевагу Клексикон у тому, що, на відміну від Вікіпедії, він написаний спеціально для дітей. Австрійський шкільний портал описує Клексикон як «чудовий довідник», зазначаючи, що він містить контент, спеціально адаптований для дітей. На німецькому порталі Lehrer-Online йдеться про «альтернативу Вікіпедії для дітей». Інші національні інституції та ЗМІ також рекомендують «Клексикон» як онлайн-енциклопедію для дітей. У Flensburger Tageblatt зазначається, що Клексикон - це довідник, а не підручник.
Першим офіційним амбасадором Клексикона став телеведучий ARD та WDR Ральф Касперс (Die Sendung mit der Maus, Wissen macht Ah!, Quarks, Frag doch mal die Maus) вдалося завоювати. На інтернет-конференції re:publica він прокоментував у відео, що «це просто має сенс, щоб існувала Вікіпедія для дітей, тому що деякі речі дуже складні».

## Нагороди
- 2015: Премія освітніх медіа[24]
- 2016: Номінація на премію OER в категорії «Fusion Education»[25]
- 2017: Премія ООР у категорії «Шкільна освіта»[26]
- 2018: «Інновації для Німеччини» в конкурсі Land of Ideas[27]
- 2022: «Seitenstark-Gütesiegel Digitale Kindermedien», нагорода від Seitenstark e. V. та Федерального міністерства у справах сім'ї, людей похилого віку, жінок та молоді[28]